# Parancsnok-szigetek

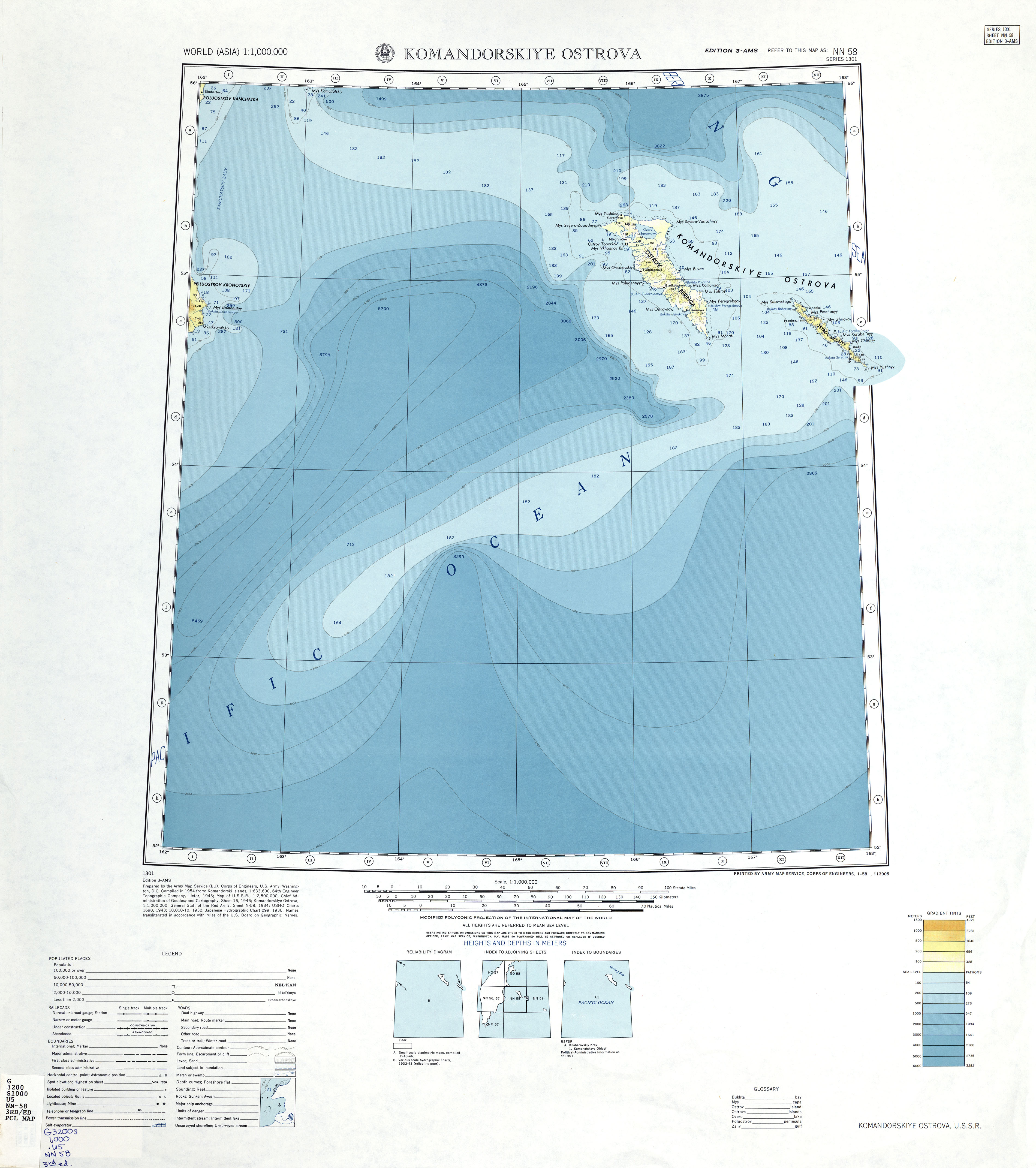
A Parancsnok-szigetek részletes térképe

A Parancsnok-szigetek vagy Kommandor-szigetek (oroszul: Командо́рские острова́, Komandorszkije osztrova), fátlan szigetcsoport, amely Kamcsatkától 175 kilométerre keleti irányban, a Bering-tengerben fekszik. A szigetcsoport Bering-szigetből (90 kilométer hosszú, 24 kilométer széles), Mednij-szigetből (55 kilométer hosszú és 5 kilométer széles), valamint 15 kisebb szigetből és sziklából tevődik össze. A kisebb szigetekből a legnagyobb a Toporkov-sziget, melynek területe 15 hektáros, utána következik az Arij Kameny-sziget. E két sziget Nyikolszkojétől, a Bering-sziget egyetlen falujától 3, illetve 13 kilométerre fekszik nyugati irányban. A Parancsnok-szigetek a Kamcsatkai határterülethez tartoznak.
A sziget 1997 óta a világörökség javaslati listáján szerepel.

## Földrajza
A Parancsnok-szigetek az Aleut-szigetek legnyugatibb része, bár néhány száz mérföldnyire vannak azoktól. A szigetek felszíne elég változatos, rajta megtalálhatók gyűrődéses hegyek, vulkáni takarók, teraszos füves helyek és alacsony hegyek. A szigetek régen kialudt vulkánok maradványai, amelyek a csendes-óceáni tektonikus lemez és az észak-amerikai tektonikus lemez találkozásából keletkeztek. A legmagasabb pontjuk a Steller-csúcs, mely a Bering-szigeten található és 755 méter magas. A Mednij-sziget legmagasabb csúcsa, a Stejneger-csúcs 647 méter magas.
A két fő szigetnek számos foka van:
- Jusina-fok
- Szevero-zapadnij-fok
- Vhodnoj rif
- Szevero-vosztocsnij-fok
- Orehovszkij-fok
- Osztrovroj-fok
- Bujan-fok
- Komandor-fok
- Peregrebnoj-fok
- Monatyi-fok
- Sulkovszkovo-fok
- Peszcsanij-fok
- Zsirovi-fok
- Juzsnij-fok

Számos kisebb tó és folyó található a Bering- és Ari-szigeteken:
- Szarannoje tó - a vörös lazac ívó helye
- Liszinszkoje tó és folyó - hal
- Tundra tó
- névtelen tó Liszennova közelében
- Gavanyszkaja folyó
- Gladkovszkaja laguna, Mednij-szigeten

Az éghajlat hűvös és tengermelléki. Az év 220-240 napjában esik csapadék. A hűvös nyarak majdnem mindig ködösek.

## Népessége
Az egyetlen állandóan lakott település a Parancsnok-szigeteken, a Bering-sziget északnyugati részén lévő Nyikolszkoje. 2005-ben itt 750-en éltek. A lakosság szinte teljesen oroszokból és aleutokból tevődik össze. A szigetek legnagyobb része és a szigetközi vizek (36 488 négyzetkilométer) Parancsnok-szigeteki bioszféra-rezervátumhoz tartoznak. A gazdaság halászatból, gombagyűjtésből, a rezervátum irányításából, ökoturizmusból és az állami szolgálatból áll.
A falunak van egy iskolája, egy műholdfigyelő központja és a falutól délre repülőtere.
A két főbb sziget települései vagy nagyon kis faluk vagy magányos házak:
- Szevernoje
- Podutyesznaja
- Gladkovszkaja
- Liszennova
- Peszcsanka
- Preobrazsenszkoje település Peszcsanaja-öböl mellett, Mednij-szigeten - elhagyatott
- Glinka

## Természeti gazdagsága
Mivel a Csendes-óceán északi része és a Bering-tenger igen termékeny helyek és az emberi tevékenység kis mértékű, a Parancsnok-szigetek körüli vizekben nagyon sok állatfaj található. Ugyanez nem mondható a szigetek szárazföldi állatvilágáról. Az északi medvefókák (körülbelül 200 000 fő) és a Steller-oroszlánfókák (körülbelül 5000 fő) ezekre a szigetekre jönnek elleni és pihenni. A környéken nagy a tengeri vidra, a borjúfóka és a pettyes fóka állomány. A tengeri vidrák száma itt stabil és talán növekedőben van, míg az Aleut-szigetek többi részén az állatok száma csökken.
A szomszédos vizek fontos táplálkozó helyeket, téli szállásokat és vándorutakat biztosítanak számos, köztük több veszélyeztetett bálnafajnak. Utóbbiak között van a nagy ámbráscet, a kardszárnyú delfin, néhány csőröscet- és disznódelfin-faj, a hosszúszárnyú bálna és a simabálnák.
A sokkal szegényesebb szárazföldi állatvilág magába foglalja a sarki rókának két alfaját (Alopex lagopus beringensis, Alopex lagopus semenovi). Habár manapság állományaik jó állapotban vannak, a prémkereskedelem őket is megviselte. Sok más szárazföldi állatot, például a rénszarvast, az amerikai nyércet és a patkányt az ember telepítette be.
A legtöbb tengerparti sziklánál több mint egy millió tengeri madár gyűlik össze nagy kolóniákban, hogy fészket rakjon és felnevelje fiókáit. A legismertebb madarak: az északi sirályhojsza, a lumma, a vastagcsőrű lumma, a galamblumma, szarvas lunda, a kontyos lunda, a kárókatonafélék, a sirályfélék és a csüllők, az utóbbiakban a helybéli rövidujjú csüllő is, amely a világ más részein csak néhány kolóniában költ. A récefélék és a szalonkafélék nagyon gyakoriak a Bering-sziget tavainál és folyóinál, a Mednij-szigeten azonban alig találhatók meg. A vándormadarak közül még megemlíthetők: a Steller-pehelyréce, az ázsiai pettyeslile és a Bering-csér. A sólyomalakúakat a ritka óriásrétisas és az északi sólyom képviselik. Összesen 180 madárfajt jegyeztek fel a Parancsnok-szigeteken.
A hegyek gyors folyású vizeiben főleg a vándor lazacfélék találhatók meg, köztük a gorbusalazac, a sarkvidéki szemling, a vörös lazac és sok más.
Steller-tengeritehén csak a Bering-sziget környékén élt. Ez a hatalmas 5-6 tonnás állat nagyon hasonlított a manátuszfélékre. A Steller-tengeritehenet Georg Wilhelm Steller írta le 1741-ben. Az ezt követő 30 év alatt az állatot teljesen kiirtották. A pápaszemes kormorán, amely egy nagy testű, majdnem röpképtelen madár volt, szintén kihalt. Ez 1850 körül.
A Parancsnok-szigeteken nincsenek erdők. A növényzet fő alkotó elemei a zuzmók, a mohák és néhány mocsarat kedvelő növény. Ezeken kívül füvek és kisebb cserjék is vannak. A szigeteken magas ernyősök is találhatók. A hüllők és kétéltűek teljesen hiányoznak.

## Történelme

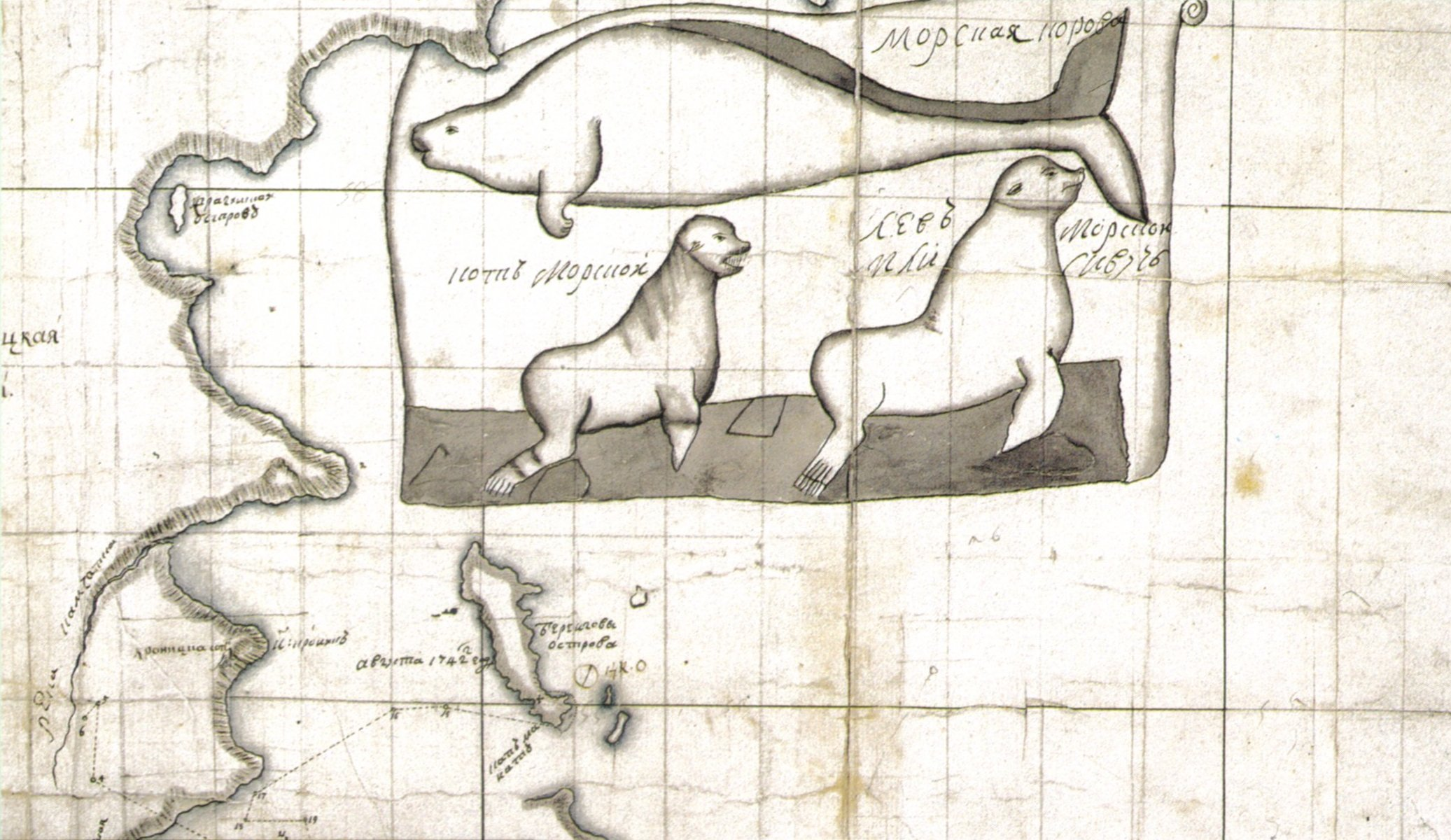
Szofron Fjodorovics Hitrovo rajza, amely Kelet-Kamcsatka korai térképét ábrázolja. A térképen láthatók a Parancsnok-szigetek, Steller-tengeritehén, az északi medvefóka és a Steller-oroszlánfóka. Szofron Hitrovo a Bering-expedíció tagja volt

A Parancsnok-szigetek Vitus Bering kapitány-parancsnokról kapták nevüket, aki sok emberével együtt 1741-ben halt meg a Bering-szigeten. Alaszkából visszatérve Oroszországba, a Bering-sziget mellett Szent Péter nevű hajójuk hajótörést szenvedett, és itt kellett töltsék a telet. Vitus Bering nyughelyét egy szerény emlékmű jelzi a Bering-szigeten. Körülbelül a legénység fele átvészelte a telet, mivel a vadállomány igen gazdag volt, sőt Georg Wilhelm Steller felfedezte a Steller tengeri tehenet és rávette az embereket, hogy egyenek barnamoszatokat, ami meggyógyította a skorbutot. Végül a legénység a Szent Péter hajó maradványaiból összeállított egy kisebb hajót, és sikerült eljutniuk Kamcsatkára. Steller és emberei értékes tengeri vidra szőrmékkel jól megrakva tértek vissza. A tengeri vidra felfedezése elindította a prémkereskedelem „lázat”, és ennek következtében Oroszország elkezdett terjeszkedni Alaszkába. A Steller-tengeritehenet, amely csak a Bering-sziget barnamoszat erdeiben élt, 1768-ra kiirtották.

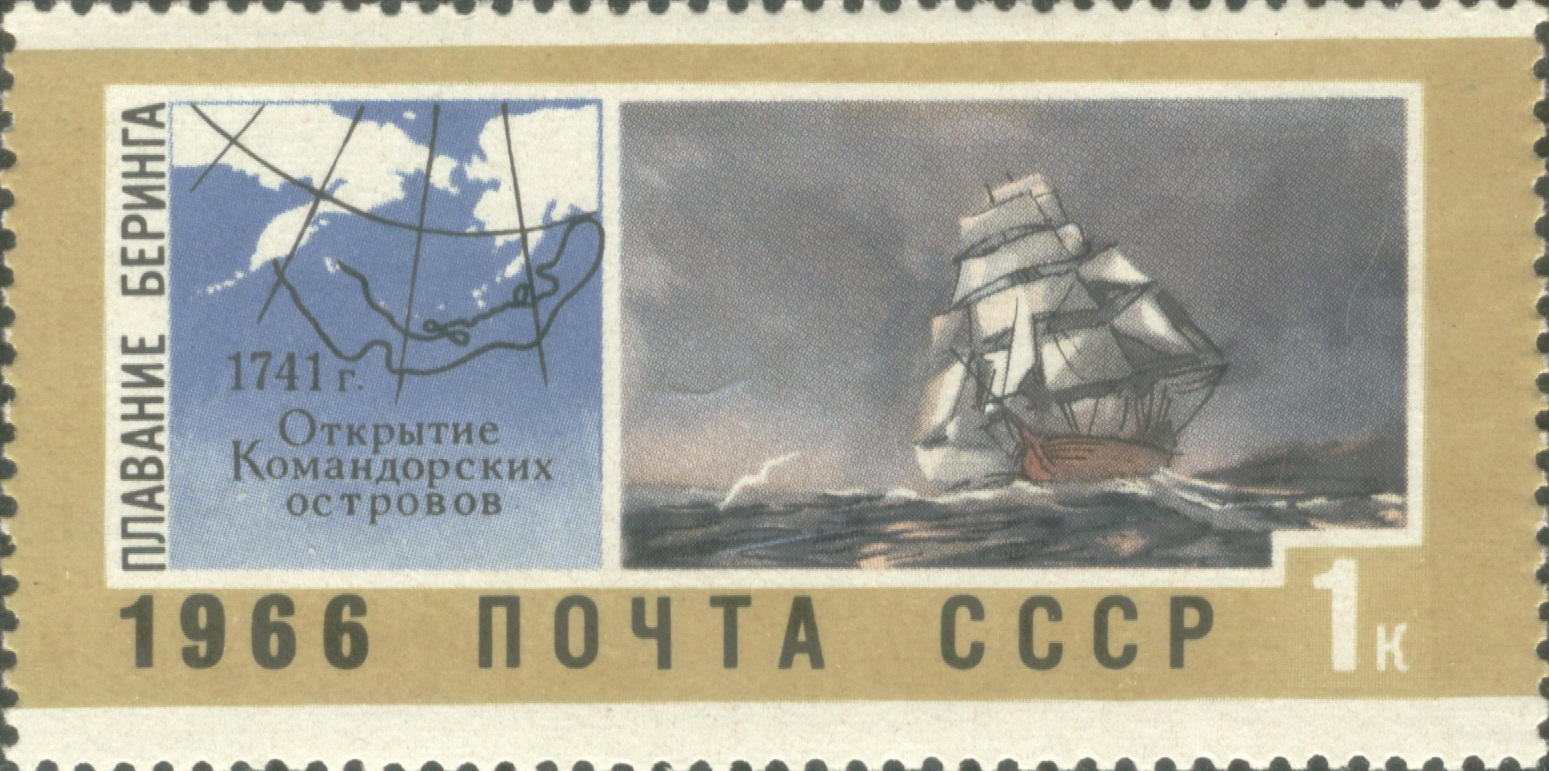
1966-os szovjet bélyeg, amely Vitus Bering második felfedező útját és a Parancsnok-szigetek felfedezését ábrázolja

Az Orosz-amerikai Társaság, 1825-ben, az aleutokat (Unangan) az Aleut-szigetekről a Parancsnok-szigetekre költöztette, hogy ezek fókákat vadásszanak a Társaságnak. A Bering-szigetre telepített aleutok többsége Atka-szigetről származott, a Mednij-szigetre telepítettek viszont Attu-szigetről. Manapság mindkét sziget az USA-é. Az új helyen egy új nyelv, egy keverék nyelv jött létre, melynek neve Mednij Aleut. Ennek az új nyelvnek aleut gyökerei vannak, de orosz igéket kevernek belé. Ma a sziget lakosságának kétharmada orosz és egyharmada aleut.
A Parancsnok-szigeteki csata 1943-ban, a nyílt tengeren zajlott le, 160 kilométerre a szigettől délre.

## Territoriális viták
Mednij-sziget közelében két kisebb sziklacsoportot követel néhány amerikai állampolgár, de az USA-nak nincs ilyen követelése és elismeri Oroszország fennhatóságát e két sziklacsoport felett. A „vitatott” területek: Oroszlánfóka Szikla és Tengeri vidra Sziklák..